# Józef Chasyd
Józef Chasyd, także Joseph Hassid (ur. 28 grudnia 1923 w Suwałkach, zm. 7 listopada 1950 w Epsom) – polski skrzypek żydowskiego pochodzenia. 

## Życiorys
Był uczniem Wilhelma Kryształa, występował publicznie od 11. roku życia. Kształcił się pod kierunkiem Ireny Dubiskiej i Józefa Jarzębskiego w Państwowym Konserwatorium Muzycznym w Warszawie. Uzupełniające studia muzyczne odbył u Carla Flescha w Staatliche Hochschule für Musik w Berlinie. W 1935 roku uczestniczył w I Międzynarodowym Konkursie Skrzypcowym im. Henryka Wieniawskiego w Poznaniu, zdobywając dyplom honorowy. Koncertował w Belgii, Szwajcarii i Wielkiej Brytanii. W 1938 roku osiadł w Londynie, w tym samym roku zagrał z London Philharmonic Orchestra, wykonując Koncert skrzypcowy D-dur Piotra Czajkowskiego. Po raz ostatni wystąpił publicznie w 1941 roku, karierę musiał zakończyć ze względu na postępujące problemy ze zdrowiem psychicznym.